# Douglas Sirk
Douglas Sirk (26. april 1897 – 14. januar 1987) var en tyskfødt filminstruktør, som instruerede sine bedst kendte film i Hollywood.

## Karriere
Hans Detlef Sierck blev født i Hamborg i Tyskland. Han begyndte sin karriere som teaterinstruktør i Weimarrepublikken og sin filmkarriere hos produktionsselskabet UFA (Universum Film AG) i 1934, men han forlod Tyskland i 1937 til fordel for USA, hvorefter han ændrede sit tyskklingende navn. I 1942 begyndte han at lave film i Hollywood, hvor han instruerede den anti-nazitiske Hitler's Madman.
Han skabte sig et navn med en serie farvemættede og formulariske melodramaer for Universal-International Pictures fra 1952 til 1958: Den store læge (Magnificent Obsession), Med kærlighedens ret (All That Heaven Allows), Dårskabens timer (Written on the Wind) og Lad andre kun dømme (Imitation of Life). Her på toppen af sin karriere valgte han at stoppe som instruktør og forlade USA og filmen. Han instruerede kun en film til. Han døde næsten tredive år senere i Lugano i Schweiz.

## Douglas Sirk i samtiden
Douglas Sirk store melodramatiske film i 1950'erne blev generelt negativt modtaget af pressen. Filmene blev anset for at være alt for farverige og for udspekulerede pengemaskiner uden vægtige temaer. Filmene handler ofte om kvinder og problemer i familien og hjemmet.

## Douglas Sirk i eftertiden
Der skete en drastisk revurdering af Sirks 1950'er-film fra omkring 1970, efter han var blevet hyldet af britiske filmkendere og skribenterne i den franske ny bølge. Særligt i første halvdel af 70'erne var der stor interesse for Sirks film i den akademiske filmkritik. Ofte med udgangspunkt i filmenes iøjnefaldende stil – stærke farver, pågående musik og dramatiske kameravinkler – forstod kritikken nu filmene som ironiske. Kritikerne tog ikke filmenes handling for pålydende, men mente, at Sirk under den banale overflade kritiserede det amerikanske samfund. I begyndelsen sås filmenes kritik overvejende som kritik af USA's kapitalistiske ideologi, mens kritikerne i slutningen af halvfjerdserne i større grad mente, at filmene kritiserede samfundets syn på køn og seksualitet.
Den tidligere så kritiske presse har efterhånden taget den positive vurdering af Sirk til sig, og Sirk omtales i dag i både den amerikanske og den danske dagspresse stort set udelukkende positivt. Hans film betragtes nu som et eksempel på en ypperlig visuel kontrol, fra lyssætning og beskæringer til kostumer og kulisser som er mættede med symbolik og filmet med en fintfølt ironi.
Også en del senere instruktører som Rainer Werner Fassbinder, Quentin Tarantino, Todd Haynes og Lars von Trier har udtrykt deres beundring for Douglas Sirk i deres egne værker.

## Udvalgt filmografi
- April, April! (1935)
- Das Mädchen vom Moorhof (1935)
- Slutakkord (Schlußakkord, 1936), "Bedste musical" ved Venedig Film Festival
- La Habanera (1937)
- Boefje (1939), fik en Palme d'Or nominering
- Hitler's Madman (1943)
- A Scandal in Paris (1946)
- Has Anybody Seen My Gal? (1952)
- Alle mine længsler (All I Desire, 1953)
- Den store læge (Magnificent Obsessions, 1954)
- Med kærlighedens ret (All That Heaven Allows, 1955)
- Dårskabens timer (Written on the Wind, 1956)
- September-intermezzo (Interlude, 1957)
- De blodige vinger (Battle Hymn, 1957)
- The Tarnished Angels (1957)
- Lad kun andre dømme (Imitation of Life, 1959, hans sidste amerikanske film)
- Sprich zur mir wie der Regen (1975)